# 北山田村 (富山県)
北山田村（きたやまだむら）は、かつて富山県東礪波郡にあった村。
村名は、山田郷の北部地域であることから名付けられた。

## 沿革
- 1889年（明治22年）4月1日 - 町村制の施行により、礪波郡宗守村、梅原村、古小杉村、鍛冶村、宗守新村、館新村、荒見崎新村、徳成村、東殿村、高畠村、林新村、神成村、久戸村、在房村、利波村の区域の一部の区域をもって、礪波郡北山田村が発足する。
- 1896年（明治29年）3月29日 - 郡制の施行のため、礪波郡が分割して、東礪波郡が発足により、東礪波郡に所属となる。
- 1952年（昭和27年）5月1日 - 西礪波郡福光町、石黒村、西太美村、広瀬村、広瀬館村、太美山村、東太美村、吉江村、東礪波郡北山田村及び山田村が合併して、西礪波郡福光町が発足する。